# Asqar Mamin

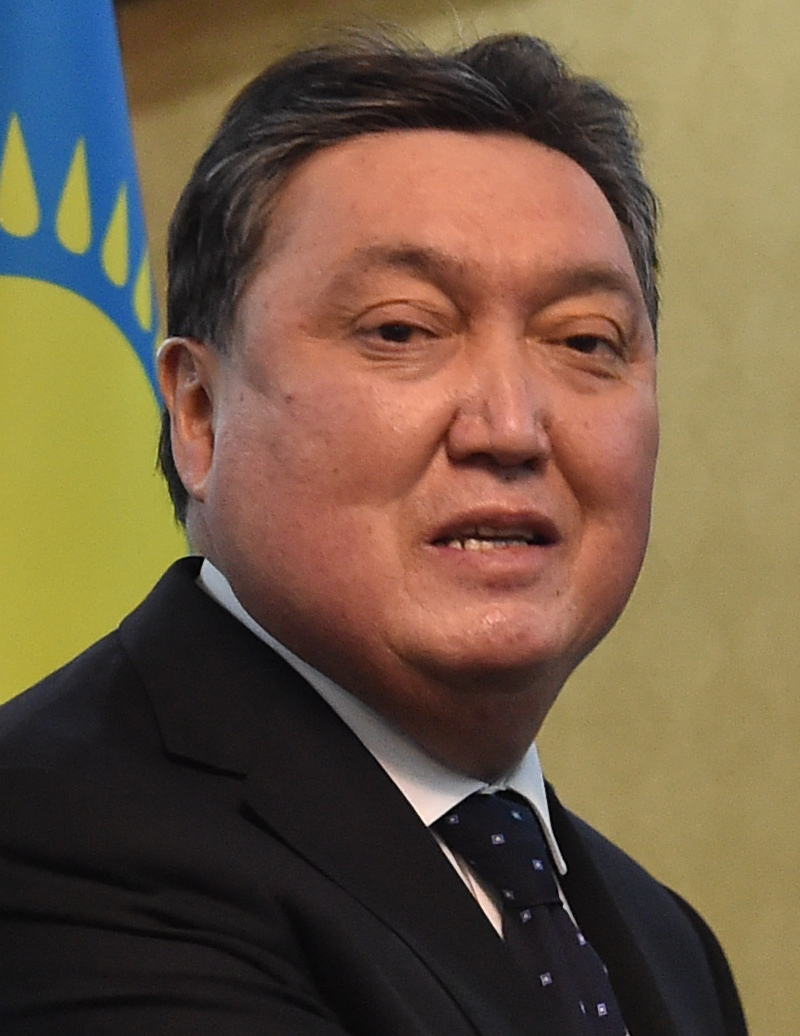
Asqar Mamin

Asqar Usaqbajuly Mamin (kasachisch Асқар Ұзақбайұлы Мамин Asqar Ūzaqbaiūly Mamin, russisch Аскар Узакпаевич Мамин Askar Usakpajewitsch Mamin; * 23. Oktober 1965 in Zelinograd, Kasachische SSR, Sowjetunion) ist ein kasachischer Politiker. Von Februar 2019 bis Januar 2022 war er Premierminister von Kasachstan.

## Leben
Asqar Mamin wurde 1965 in Zelinograd (von 1998 bis 2019 und seit 2022 Astana) geboren. Er studierte am Institut für Bauingenieurwesen Zelinograd, wo er 1987 einen Abschluss in Bauingenieurwesen machte. Ein weiterer Abschluss in Wirtschaftswissenschaften kam 2003 an der Russischen Plechanow-Wirtschaftsuniversität in Moskau hinzu. 
Von 1996 bis 2004 war er stellvertretender Bürgermeister der kasachischen Hauptstadt Astana sowie stellvertretender Minister für Transport und Kommunikation und stellvertretender Minister für Industrie und Handel. Auch Minister für Transport und Kommunikation war er von 2005 an sowie Bürgermeister von Astana seit dem 21. September 2006.
Am 4. April 2008 wurde er auf Verordnung des kasachischen Präsidenten zum Präsidenten  der kasachischen Eisenbahngesellschaft Kasachstan Temir Scholy ernannt. Am 21. September 2016 wurde er im Kabinett von Baqytschan Saghyntajew erster stellvertretender Premierminister.
Nach der Entlassung von Saghyntajew als kasachischer Premierminister wurde er am 21. Februar 2019 kommissarischer Premierminister. Ab dem 25. Februar war er Premierminister Kasachstans.
Anfang Januar 2022 kam es im Lande aufgrund deutlich gestiegener Preise für Autogas zu massiven Protesten der Bevölkerung. In der Folge traten Mamin und sein Kabinett am 5. Januar zurück. Mit der kommissarischen Leitung der Regierung beauftragt wurde sein bisheriger Stellvertreter Älichan Smajylow.

## Familie
Asqar Mamin ist verheiratet mit Altynai Mamina. Das Paar hat zusammen zwei Kinder.